# Chronicles of Mystery: Drzewo Życia
Chronicles of Mystery: Drzewo Życia – gra komputerowa typu wskaż i kliknij stworzona i dystrybuowana przez rzeszowskie studio City Interactive.
Gra została wydana 3 listopada 2009 roku na platformę PC, a dwa lata później, 25 lutego 2011 roku na platformę Nintendo DS.
Jest jedną z serii gier Chronicles of Mystery.